# Алоїс Лунцер
Алоїс Лунцер (нім. Alois Lunzer 17 червня 1840 — 16 грудня 1921) — художник австрійського походження. Емігрував до Америки, де осів у Філадельфії. Відомий роботами в жанрі ботанічної ілюстрації.
В Америці співпрацював з ботаніком Томасом Міганом (англ. Thomas Meehan). Взяв участь у ілюструванні книги «The native flowers and ferns of the United States in their botanical, horticultural, and popular aspects», виданій у 1879 році, за участю піонера кольорового друку в США Луї Пранга (англ. Louis Prang).
| |  |  |
| Ілюстрації з книги «The native flowers and ferns of the United States»: Calla palustris, Pleopeltis polypodioides Coreopsis grandiflora. |  |  |

## Праці
- The Native Flowers and Ferns of the United States. vol.1 [Архівовано 4 березня 2015 у Wayback Machine.], vol.2 [Архівовано 2 квітня 2015 у Wayback Machine.], Boston, 1879.